# 大量消費
大量消費（たいりょうしょうひ）とは経済学用語の一つ。人々が生活において消費をする形態というのが、頻繁に製品を買い換えるなどといった形で、数多くの商品の購入や廃棄を行うようになっているような様のことをいう。

## 概要
大量消費の背景には資本主義経済の発展による経営の大規模化がある。企業は大規模な設備投資を行うことにより生産物の生産コストを下げることが可能となり、市場により安価に製品を投入することができるようになる。一方、大量の商品が市場にあふれて価格競争が激しくなると、生産物一単位あたりから得られる利益が低減し、企業はより大量の製品を生産しなければ経営が維持できなくなる。その過程において、企業はより製品が売れるよう消費者を動機づけるために、頻繁なモデルチェンジを行ったり、耐久性よりも利便性やデザイン性を重視した製品を作るようになる。大量消費社会では、ものを大切にするという意識がより薄れるが、製品が壊れたり古くなった場合でも修理するよりか買い換えたほうが費用的に安価に済むような価格設定がなされる。
大量消費社会においては、あらゆる製品が安価に手に入るようになることから、消費者は「豊かさ」を感じることができる。しかし、大量消費はまた、大量のゴミを発生させたり、安心安全がおろそかにされがちといった社会的問題を抱えている。
大量消費の背景にある大量生産では、企業が大規模な工場を建設し大量の雇用を行うため経済的なメリットがある。中小規模の工場や生産者は競争に負けて撤退するか、アイデアに富んだ新商品で人気を得て生き残るかが求められる。

## 日本の高度成長期の大量消費
日本では1950年代より国民の間で大量消費が行われるようになっており、その頃には三種の神器 (電化製品)などと象徴されるような家電品が多くの国民の間で大量消費された。その当時には家電品というものは技術開発が盛んであったことからも頻繁にモデルチェンジが行われており、同時に人々の新製品への買い替えも頻繁に行われ、その際にはそれまでに使ってきた旧型となる製品がまだ使える状態であるというのに不要になるということから大量に廃棄されてきた。